# 서함양 나들목
서함양 나들목(W.Hamyang IC)은 경상남도 함양군 병곡면 월암리에 설치된 광주대구고속도로의 19-1번 교차로이다. 하이패스 전용 나들목이기 때문에 서함양 하이패스 나들목이라고도 불린다. 2020년 10월 19일에 개통되었으며, 대구 방향 진입과 광주 방향 진출만 가능하다.

## 연혁
- 2020년 1월 6일 : 2021년 5월까지 서함양 하이패스 나들목 설치 공사를 위해 경상남도 함양군 병곡면 월암리 ~ 함양읍 대덕리 1.02 km 구간 도로구역 변경[1]
- 2020년 10월 19일 : 광주 기점 91.27km 위치에 하이패스 나들목 개통[2]

## 구조물 정보
- 위치: 경상남도 함양군 병곡면 월암리
- 영업소 : 경상남도 함양군 병곡면 월암리

## 접속하는 도로
- 병곡지곡로